# Modstandsfolk fra Dansk Samling omkommet under besættelsen
Baseret på Henrik Lundbak: Staten stærk og folket frit: Dansk Samling mellem fascisme og modstandskamp 1936–47, s. 456–460, og opslag i Modstandsdatabasen.
- Agnes Victoria Andreasen
- Ejnar Asbo (også clearingmord)
- Jes Peter Asmussen
- Troels Bredkjær
- Elise og Knud Bryning
- Helge Brünnich
- Erik Caland
- Svend Vinding Dorph (også Holger Danske)
- Hans Zeuthen Engberg
- Niels Fiil (se også Hvidstengruppen)
- Peter Wessel Fyhn
- Poul Ib Gjessing
- Ejnar Grif (også Holger Danske)
- Julius Grundfør
- Peter de Hemmer Gudme
- Erik Hagens (også BOPA)
- Anker Hansen
- Christian Ulrik Hansen (også Holger Danske, SOE m.fl.)
- Helge Hermann
- Robert Jensen (også Holger Danske)
- Vilhelm Rosendal Jensen
- Ejler Johansen
- Laurits Johansen
- Hardi Jørgensen
- Stefan Jørgensen (også clearingmord)
- Povl Kisling-Møller
- Knud Larsen (også Holger Danske)
- Karl Møller
- Carl Alfred Nielsen
- Erik Nyemann (også Holger Danske)
- Marius Nykvist (også clearingmord)
- Egon Johan Petersen (forbindelse til DS uklar)
- Aage Buhl Rosenkjær
- Erik Schlosser
- Jørgen Staffeldt (også Holger Danske)
- Niels Stenderup
- Leo Sørensen
- Niels Erik Vangsted
- Viggo Wedel-Brandt
- Helmer Wøldike